# Theodor-Heuss-Brücke (A6)
Theodor Heuss Brücke – most autostradowy w ciągu autostrady A6, w Niemczech, na Renie, na granicy krajów związkowych Nadrenia-Palatynat i Badenia-Wirtembergia. Znajduje się w północnej części aglomeracji Ludwigshafen-Mannheim, w ciągu komunikacyjnym z zachodu na wschód Saarbrücken–Kaiserslautern–Mannheim-Viernheim.